# Scentless Apprentice
«Scentless Apprentice» (en español: «Aprendiz sin olor») es una canción del álbum de estudio de 1993 titulado In Utero, de la banda estadounidense de rock Nirvana, escrita por el vocalista y guitarrista Kurt Cobain, el baterista Dave Grohl y el bajista Krist Novoselic.
La canción es de las pocas de Nirvana en estar acreditada a los tres miembros de la banda, (Kurt Cobain, David Grohl y Krist Novoselic).

## Historia
«Scentless Apprentice» fue escrita aproximadamente a finales del año 1992, y es una de las pocas canciones en las que los tres miembros principales de la banda (el cantante y guitarrista Kurt Cobain, el batería Dave Grohl, y el bajista Krist Novoselic) contribuyeron en la composición.
De acuerdo a la biografía de 1993, titulada Come as You Are de Michael Azerrad, el principal riff de guitarra de la canción fue escrito por Grohl. Cobain inicialmente sintió poca impresión del riff, y admitió en Come as You Are que solamente trabajó en este para no ofender a Grohl, declarando "Era un cliché de riff grunge tipo Tad el cual me negaba a tocar".
Sin embargo, los tres miembros continuaron trabajando en la canción, y las dinámicas de esta empezaron a ordenarse eventualmente. Cobain dijo en una entrevista en el diario Chicago Sun-Times "Fue algo totalmente satisfactorio que finalmente se contribuyó equitativamente en una canción, en vez de que yo creara las partes básicas de la canción".
«Scentless Apprentice» fue interpretada por primera vez en vivo el 16 de enero de 1993, en São Paulo, Brasil. La primera versión de estudio fue grabada por Craig Montgomery en enero de 1993 en Río de Janeiro, Brasil. Fue finalmente grabada para In Utero en febrero del mismo año por Steve Albini en Cannon Falls, Minnesota.
En la entrevista con Chicago Sun-Times, Cobain describió a «Scentless Apprentice» como "un buen ejemplo de la dirección que estamos tomando". La banda contempló por un tiempo la idea de lanzar la canción como el segundo sencillo del álbum después «Heart-Shaped Box», pero esto nunca pasó, en cambio, se lanzó un sencillo de doble lado A para «All Apologies»/«Rape Me».
Albini también quedó impresionado con la canción, y la citó con la canción de In Utero «Milk It» como "las dos que me parecieron el mayor paso para la banda", porque representaban "la mayor ruptura" con el material más tradicionalmente melódico de la banda. y "las canciones más aventureras en cuanto a sonido" del álbum.

## Significado
«Scentless Apprentice» está basada en la novela alemana titulada El perfume de Patrick Süskind. Publicada en 1985, la novela narra la historia de Jean-Baptiste Grenouille, un hombre nacido sin olor corporal pero con gran sentido del olfato. Grenouille crece y se convierte en un aprendiz de perfumes, además de convertirse en un asesino en serie que roba los olores de sus víctimas femeninas en su búsqueda de un olor para él.
En una entrevista en 1993 con MuchMusic, Cobain aseguró que su copia de El perfume casi nunca dejaba su bolsillo. Cobain dijo que se sentía identificado con la alienación de Grenouille, además de su fascinación por los olores. Cobain dijo en 1993 en una entrevista con la revista musical Spin "Me siento fascinado por los olores. Creo que quisiera tener mi propia perfumería algún día".

## Otras versiones
Una versión en vivo, interpretada el 13 de diciembre de 1993 en Seattle, Washington, aparece en el álbum en directo de la banda From the Muddy Banks of the Wishkah del año 1996. Un demo de más de nueve minutos y medio aparece en el box set de la banda With the Lights Out. Al comienzo de esta versión se escucha a Dave Grohl diciendo "Escribí esta canción el otro día y va así...", y el riff es tocado por Grohl. Cobain añade letras durante la canción y añade el otro riff escuchado durante el coro.
Cuando Krist Novoselic se unió a Flipper en diciembre de 2006, la canción fue incluida en los conciertos de la banda durante la gira realizada en Reino Unido entre diciembre y enero de 2007. Esta es la primera vez que Novoselic tocaba una canción de la banda desde el concierto final de la banda en marzo de 1994.

## Versiones por otras artistas
El artista de bastard pop Girl Talk canta frecuentemente una versión de la canción en sus presentaciones en vivo. Es la única canción en sus conciertos en donde este canta.

## Menciones
- #18 en "20 Grandes Canciones de Nirvana Escogidas por las Estrellas" por Kerrang! (1998).[1]
- #11 en "20 Canciones de Nirvana" por NME (2004).
- #9 en "10 Canciones Basadas en Novelas" por Q (2004).
- #15 en "20 Mejores Canciones de Nirvana ¡Clasificadas!" por The Guardian (2019).

## Apariciones en series y películas
- Perdidos (Lost). Episodio 23 de la 3ª temporada.